# Виблівська сільська рада
Ви́блівська сільська́ ра́да — адміністративно-територіальна одиниця та орган місцевого самоврядування в Куликівському районі Чернігівської області. Адміністративний центр — село Виблі.

## Загальні відомості
Виблівська сільська рада утворена у 1953 році.
- Територія ради: 50,22 км²
- Населення ради: 1 097 осіб (станом на 2001 рік)

## Населені пункти
Сільській раді були підпорядковані населені пункти:
- с. Виблі

## Склад ради
Рада складалася з 16 депутатів та голови.
- Голова ради: Ревко Анатолій Петрович
- Секретар ради: Шульга Людмила Михайлівна

### Керівний склад попередніх скликань
| Прізвище, ім'я, по батькові | Основні відомості                                                                       | Дата обрання | Дата звільнення |
| --------------------------- | --------------------------------------------------------------------------------------- | ------------ | --------------- |
| Ревко Анатолій Петрович     | Сільський голова, 1972 року народження, освіта вища, член Соціалістичної партії України | 26.03.2006   | 31.10.2010      |
| Ревко Анатолій Петрович     | Сільський голова, 1972 року народження, освіта вища, член Партії регіонів               | 31.10.2010   |                 |

Примітка: таблиця складена за даними сайту Верховної Ради України

### Депутати
За результатами місцевих виборів 2010 року депутатами ради стали:

#### За суб'єктами висування
| Суб'єкт висування            | Кількість обраних депутатів | %    |
| ---------------------------- | --------------------------- | ---- |
| Партія регіонів              | 8                           | 50   |
| Самовисування                | 6                           | 37,5 |
| Соціалістична партія України | 2                           | 12,5 |

#### За округами
| № округу                     | Прізвище, ім'я, по батькові       | Дата визнання обраним | Освіта             | Партійна приналежність                        | Відомості про обраного депутата                                             |
| ---------------------------- | --------------------------------- | --------------------- | ------------------ | --------------------------------------------- | --------------------------------------------------------------------------- |
| Партія регіонів              |                                   |                       |                    |                                               |                                                                             |
| 1                            | Давиденко Володимир Володимирович | 01.11.2010            | вища               | позапартійний                                 | Виблівська сільська рада, землевпорядник                                    |
| 2                            | Шульга Людмила Михайлівна         | 01.11.2010            | вища               | член Партії регіонів                          | Виблівська сільська рада, секретар сільської ради                           |
| 3                            | Пугач Надія Василівна             | 01.11.2010            | середня спеціальна | член Партії регіонів                          | Управління праці та соціального захисту населення РДА, соціальний працівник |
| 4                            | Колінько Віктор Єлисейович        | 01.11.2010            | вища               | член Партії регіонів                          | пенсіонер                                                                   |
| 7                            | Куборєв Валентин Олександрович    | 01.11.2010            | вища               | позапартійний                                 | ПП «Новатор», ветлікар                                                      |
| 11                           | Корявець Надія Володимирівна      | 01.11.2010            | вища               | позапартійна                                  | Виблівська сільська рада, бухгалтер                                         |
| 12                           | Яковець Людмила Василівна         | 01.11.2010            | середня спеціальна | член Партії регіонів                          | Виблівська сільська рада, техпрацівник                                      |
| 13                           | Лавриненко Сергій Володимирович   | 01.11.2010            | середня спеціальна | позапартійний                                 | ПП «Егрес-Агро», інженер                                                    |
| Соціалістична партія України |                                   |                       |                    |                                               |                                                                             |
| 5                            | Пугач Володимир Володимирович     | 01.11.2010            | середня            | позапартійний                                 | ПП «Вимал-Агро», тракторист                                                 |
| 15                           | Грукач Степан Володимирович       | 01.11.2010            | середня спеціальна | позапартійний                                 | ВАТ «Чернігівгаз», слюсар                                                   |
| Самовисування                |                                   |                       |                    |                                               |                                                                             |
| 6                            | Шульга Віра Дмитрівна             | 01.11.2010            | середня спеціальна | член Партії регіонів                          | Виблівська дільнична лікарня, медсестра                                     |
| 8                            | Муцька Наталія Василівна          | 01.11.2010            | вища               | позапартійна                                  | Виблівський дитячий садок, завідувачка                                      |
| 9                            | Котенок Андрій Петрович           | 01.11.2010            | вища               | член Партії регіонів                          | юрист                                                                       |
| 10                           | Поляниця Світлана Анатоліївна     | 01.11.2010            | середня спеціальна | позапартійна                                  | Виблівська дільниця ветеринарної медицини, ветлікар                         |
| 14                           | Гаркавий Віталій Володимирович    | 01.11.2010            | вища               | позапартійний                                 | Виблівська загальноосвітня школа, вчитель                                   |
| 16                           | Ревко Наталія Володимирівна       | 01.11.2010            | середня спеціальна | член Всеукраїнського об'єднання «Батьківщина» | Виблівська дільнична лікарня, медсестра                                     |